# Bombusmod
Bombusmod — модифицированная версия Bombus, мессенджера для мобильных телефонов. Как и официальная версия, он работает с протоколом Jabber/XMPP.

## Список отличий BombusMod
- Шаблоны.
- Ping (xep-0199), client-client.
- Сохранение и загрузка настроек на сервере.
- Транслитерация отправляемого сообщения.
- Сохранение фото из vcard.
- Возможность установить статус «по умолчанию» при подключении.
- Расширен диапазон keepAlive (10…2096).
- Таймаут реконнекта увеличен с 5 до 30 секунд.
- Копирование данных из «info» (jid, status, seen, idle, online, time, vcard).
- Seen, idle, online для всех контактов.
- Уведомление о просмотре version/idle/time в ростере в виде значка.
- Удаление и переименование групп.
- Автостатус «Недоступен» после двойного времени «Отсутствую».
- Графическое меню.
- Настройка цветов (цвет схемы).
- Антиспам для приватов конференции.